# Moritz Friedlander
Moritz Friedlander (Búrszentgyörgy, 1844 – Bécs, 1919) osztrák zsidó teológus.

## Pályafutása
Rapaport főrabbi tanítványa volt Prágában, egyszersmind az ottani egyetemen tanult. Rabbiállást sohasem töltött be, mivel liberális nézetei akadályozták ebben. Rövid ideig a bécsi gimnáziumokban tanított, 1875. pedig az Alliance bécsi titkára lett, s mint ilyen a galíciai és az üldözött orosz zsidók kivándorlásának megszervezésében sokat fáradozott. Az általa tapasztalt nyomort érzékletesen írta le Fünf Wochen in Brody című művében. Mindazonáltal a galíciai orthodoxok ellenállásával találkozott, amikor ott európai jellegű iskolákat alapított. Az erről szóló memoranduma Hirsch báró kezei közé került, aminek eredménye volt az az óriási alap, amelyet a galíciai zsidók támogatására és iskoláztatására Hirsch báró alapított, s amelynek titkára szintén Friedlander lett. E minőségében ötven újabb nyilvános iskolát létesített Galíciában.
Friedlander kiváló tudós volt, akinek számos tanulmányán kívül fontosabb művei: Über den Einfluss der griechischen Philosophie an das Judentum und Christentum (1872); Patriotische u. Talmudische Studien (1878); Lessing’s Nathan der Weise (1880); Apion: ein Culturbild aus dem ersten christlichen Jahrhundert (1882); Zur Entstehungsgeschichte des Christentums (1894); Die drei Belfer: Ein Kulturbild aus Galizien (1894); Das Judentum in der vorchristlichen Griechischen Welt (1897); Der vorchristliche jüdische Gnosticismus (1898); Reiseerinnerungen aus Galizien (1900); Der Antichrist (1902); Geschichte der jüdischen Apologetik (1903); Der Freiwillige des Ghetto; Griechische Philosophie im Alten Testament (1904); Die religiose Bewegung innerhalb des Judentums im Zeitalter Jesu (1906); Synagoge und Kirche (1908). Munkatársa volt a Revue des Etudes Juiven és a Jewish Quarterly Review című lapoknak is.